# Seregong
Seregong (Serecong, Serekong) pleme američkih Indijanaca porodice Cariban s gornjeg toka rijeke Mazaruni. Pripadaju široj grupi Akawai. Ime im doslovno znači  'the people here' . Spominje ih Robert Schomburgk, u  'The Guiana Travels of 1835-1844' .